# Алешандре Галлу
Алешандре Галлу (порт. Alexandre Gallo, нар. 29 травня 1967, Рібейран-Прету) — бразильський футболіст, що грав на позиції півзахисника. По завершенні ігрової кар'єри — тренер.

## Ігрова кар'єра
У дорослому футболі дебютував 1986 року виступами за команду клубу «Ботафогу Сан-Паулу», в якій провів п'ять сезонів.
В подальшому грав за ряд бразильських клубів і виграв по два рази чемпіонат штату Сан-Паулу (в 1998 році з «Сан-Паулу» та 2001 року з «Корінтіансом») та чемпіонат штату Мінас-Жерайс (у 1999 і 2000 роках з «Атлетіко Мінейру»). Крім того, він тричі був віце-чемпіоном Бразилії — в 1995 році з «Сантусом», в 1996 році з «Португезою Деспортос» та в 1999 році з «Атлетіко Мінейру», також став фіналістом Кубка Бразилії 2001 року з «Корінтіансом». Того ж року Галлу і завершив ігрову кар'єру.

## Кар'єра тренера
Завершивши кар'єру гравця, він став помічником тренера у своєму останньому клубі «Корінтіансі», працюючи з тренером Карлосом Альберто Паррейрою, у 2002 році. Після цього Алешандре працював помічником тренера з Даріо Перейри в «Греміо» в 2003 році і з Вандерлеєм Лушембурго в «Сантосі» в 2004 році; вигравши разом титул чемпіона Бразилії.
Того ж 2004 року розпочав самостійну тренерську кар'єру, очоливши клуб «Віла-Нова», після чого без серйозних успіхів тренував клуби «Португеза Деспортос» та «Сантус», а також японське «Токіо».
2007 року повернувся до Бразилії, де очолив «Спорт Ресіфі». З цією командою Алешандре відразу виграв чемпіонат штату Пернамбуку, при цьому у турнірі команда Галлу виграла 16 матчів з 18. Такі успіхи молодого тренера не залишились непоміченими і по завершенні турніру він перейшов у більш титулований «Інтернасьйонал». З цією командою, веденою молодим талантом клубу Алешандре Пату, Галлу виграв Рекопу Південної Америки, обігравши у двоматчевому протистоянні мексиканську «Пачуку» (1:2, 4:0).
Надалі Галлу очолив «Фігейренсе», з яким виграв чемпіонат штату Санта-Катаріна, але вже після другого туру чемпіонату Бразилії покинув посаду аби очолити клуб «Атлетіко Мінейру», втім надовго там не затримався. Після цього теж працював з рядом інших бразильських клубів та еміратським «Аль-Айном», але ніде надовго не затримувався.
29 січня 2013 року Алешандре став новим тренером молодіжної (U-20) та юнацької (U-17) збірної Бразилії. Під його керівництвом збірна до 17 років стала брнозовим призером юнацького чемпіонату Південної Америки у 2013 році, завдяки чому поїхала і на молодіжний чемпіонат світу, де дійшла до чвертьфіналу. А з командою до 20 років він виграв Турнір у Тулоні у 2013 та 2014 роках, але 8 травня 2015 року його звільнили з посади після того як команда стала лише четвертою на молодіжному чемпіонаті Південної Америки.
У вересні 2015 року Галлу знову відправився за кордон і до лютого наступного року тренував саудівську «Аль-Кадісію», після чого тренував бразильські клуби «Понте-Прета», «Наутіко Капібарібе» та «Віторія» (Салвадор), а з грудня 2017 по жовтень 2018 року був спортивним директором «Атлетіко Мінейру».

## Титули і досягнення

### Як гравця
- Чемпіон штату Сан-Паулу (2):

«Сан-Паулу»: 1998
«Корінтіанс»: 2001
- Чемпіон штату Мінас-Жерайс (2):

«Атлетіко Мінейру»: 1999, 2000

### Як тренера
- Переможець Рекопи Південної Америки (1):

«Інтернасьйонал»: 2007
- Чемпіон штату Пернамбуку (1):

«Спорт Ресіфі»: 2007
- Чемпіон штату Санта-Катаріна (1):

«Фігейренсе»: 2008

### Індивідуальні
- Найкращий тренер чемпіонату штату Пернамбуку: 2007
- Найкращий тренер чемпіонату штату Санта-Катаріна: 2008
- Найкращий тренер чемпіонату штатуБаїя: 2009